# Pintu Rime
Pintu Rime is een bestuurslaag in het regentschap Gayo Lues van de provincie Atjeh, Indonesië. Pintu Rime telt 422 inwoners (volkstelling 2010).